# Бичок чорний
Бичок чорний (Gobius niger) — вид риб із родини бичкових (Gobiidae).

## Характеристика
Тіла злегка пригнічене, має валькувату форму, сягає 18 см довжиною. Очі розташовані з боків. Плавальний міхур редукований. Шия покрита лускою, обидва спинні плавці мають чорну пляму на передньому кінці.

## Ареал

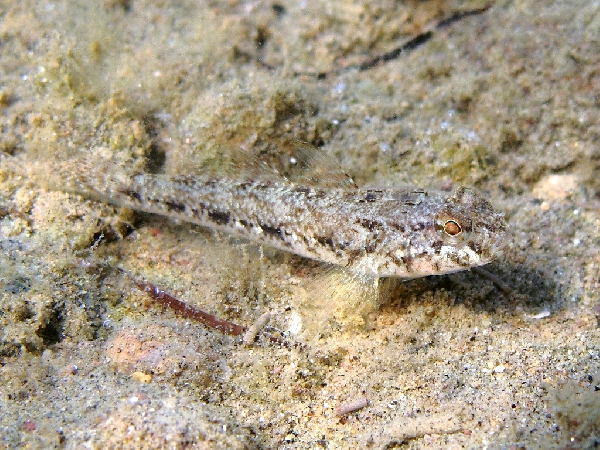
Самиця бичка чорного з Греції

Поширений у Східній Атлантиці і Середземному морі, Чорне море включно. У Північній Африці поширений на півночі від мису Блан у Мавританія (Східна Атлантика), на схід до Суецького каналу. Вздовж східного узбережжя Атлантичного океану зустрічається на північ до Тронгейму (Норвегія). Широко поширений у Північному і Балтійському морях.

## Біологія та екологія
Мешкає в лиманах, лагунах і на прибережних мілинах з заростями морських трав і водоростей. Живиться різними безхребетними, іноді дрібними рибами.